# Miorilassante
Un miorilassante, o rilassante muscolare, è un farmaco in grado di agire sulla muscolatura e ridurne il tono, agendo contro ipertono e spasticità.
Un miorilassante è un farmaco che influenza la funzione dei muscoli scheletrici e lisci e diminuisce il tono muscolare. Può essere usato per alleviare sintomi come spasmi muscolari, dolore e iperreflessia. Il termine "miorilassante" viene utilizzato per riferirsi a due principali gruppi terapeutici: bloccanti neuromuscolari e spasmolitici (questi ultimi spesso usati anche sulla muscolatura liscia ma anche per condizioni differenti). I bloccanti neuromuscolari agiscono interferendo con la trasmissione alla piastra neuromuscolare e non hanno attività del sistema nervoso centrale (SNC). Sono spesso utilizzati durante le procedure chirurgiche e in terapia intensiva e medicina d'urgenza per causare paralisi temporanea, o in bassa dose per la spasticità. Gli spasmolitici, noti anche come rilassanti muscolari "ad azione centrale", sono usati per alleviare il dolore e gli spasmi muscoloscheletrici e per ridurre la spasticità in una varietà di condizioni neurologiche o gastrointestinali. Mentre sia i bloccanti neuromuscolari che gli spasmolitici sono spesso raggruppati come miorilassanti,  il termine è comunemente usato per riferirsi solo agli spasmolitici.

## Meccanismo d'azione
Il termine rilassante muscolare è usato in riferimento a due principali classi terapeutiche e farmacologiche: i bloccanti della placca neuromuscolare e gli antispastici.
I miorilassanti agiscono bloccando la trasmissione nervosa a livello dell'organo effettore e non hanno attività a livello del sistema nervoso centrale. Solitamente viene diminuita o inibita la trasmissione dell'acetilcolina. Anche la tossina botulinica ha questo effetto.

## Indicazioni cliniche
I rilassanti muscolari possono essere usati per ridurre manifestazioni cliniche quali spasmi, dolore e iperreflessia. Molti miorilassanti possono essere utilizzati durante gli interventi chirurgici per indurre la paralisi, diminuire il tono della muscolatura e permettendo di diminuire le dosi di anestetico.